# Brasília de Minas (ort)
Brasília de Minas är en ort i Brasilien.   Den ligger i kommunen Brasília de Minas och delstaten Minas Gerais, i den sydöstra delen av landet, 400 km öster om huvudstaden Brasília. Brasília de Minas ligger 728 meter över havet och antalet invånare är 14 728.
Terrängen runt Brasília de Minas är huvudsakligen platt. Brasília de Minas ligger nere i en dal.
Omgivningarna runt Brasília de Minas är huvudsakligen savann. Runt Brasília de Minas är det ganska glesbefolkat, med 31 invånare per kvadratkilometer.